# Santiago Rodríguez
Santiago Mariano Rodríguez Molina (ur. 8 stycznia 2000 w Montevideo) – urugwajski piłkarz występujący na pozycji ofensywnego pomocnika lub skrzydłowego, od 2025 roku zawodnik brazylijskiego Botafogo.